# Kuali Foundation
Die Kuali Foundation ist eine Non-Profit-Organisation, die Open-Source-Software für Institutionen höherer Bildung, vor allem Universitäten, entwickelt. Die Softwaremodule ermöglichen die Verwaltung von Studentendaten, Finanzen, Personal und Forschung.
Von den 40 Mitgliedern sind die überwiegende Mehrheit Hochschulen in den USA.

## Name
Das Wort „Kuali“ stammt aus dem Malaysischen und bedeutet einen kleinen Wok, der als ein bescheidener aber essentieller Kochgegestand gelten soll.

## Geschichte
Als Inspirationsquellen haben den Initiatoren der Kuali Foundation die Open-Source-Bewegung allgemein und verschiedene Projekte zur Entwicklung von Community Source Software im Speziellen gedient. Zu nennen sind hier etwa Sakai und uPortal.
Um die Jahrtausendwende suchte die Verwaltung der Indiana University Bloomington nach einer Software-Alternative zum damals verwendeten Finanzinformationssystem. Die Verbesserung des alten Systems wurde ebenso ausgeschlossen, wie der Kauf eines proprietären Systems. Einer der Gründe, die gegen einen Software-Kauf sprachen, waren die hohen Kosten von mindestens 20 Millionen US-$. Man entschied sich zusammen mit NACUBO und anderen Institutionen, Möglichkeiten einer gemeinschaftlichen Eigenentwicklung auszuloten.
Nachdem man im Jahr 2004 zu dem Ergebnis gekommen war, dass die Eigenentwicklung im Bereich des Möglichen lag, begannen diverse Evaluierungen, Partnersuche und die Durchführung nötiger Vorarbeiten. Bereits im März 2005 konnte die Software-Entwicklung aufgrund einer Zuwendung von 2,5 Millionen US-$ durch die Andrew W. Mellon Foundation fertiggestellt werden. Gründungspartner waren die Indiana University Bloomington, die University of Arizona, die University of Hawaii, die Michigan State University, das San Joaquin Delta Community College, die Cornell University, NACUBO und die rSmart Group.
Als in der Folge das Interesse am Projekt und dem entstandenen Kuali Financial System stieg, erschien die Entwicklung weiterer Softwareprodukte möglich. Um die Zusammenarbeit der Institutionen zu erleichtern wurde 2006 die Kuali Foundation gegründet, welche seither auch für das Finanzmanagement und die Lizenzierung der Software zuständig ist.
Im Jahr 2007 wurde Kuali Student realisiert, wieder mit einem 2,5 Millionen US-$-Zuschuss durch die Andrew W. Mellon Foundation.
Im Jahr 2013 erschien das Kuali Open Library Environment (OLE), an dem aus Europa die Verbundzentrale des Gemeinsamen Bibliotheksverbunds, das Hochschulbibliothekszentrum des Landes Nordrhein-Westfalen und die University of London Library Systems Association LTD als Kuali-Mitglieder beteiligt waren. Im Jahr 2016 verließen OLE und diese europäischen Mitglieder die Kuali Foundation und wechselten zur Open Library Foundation.